# Nekropole von Almizaraque

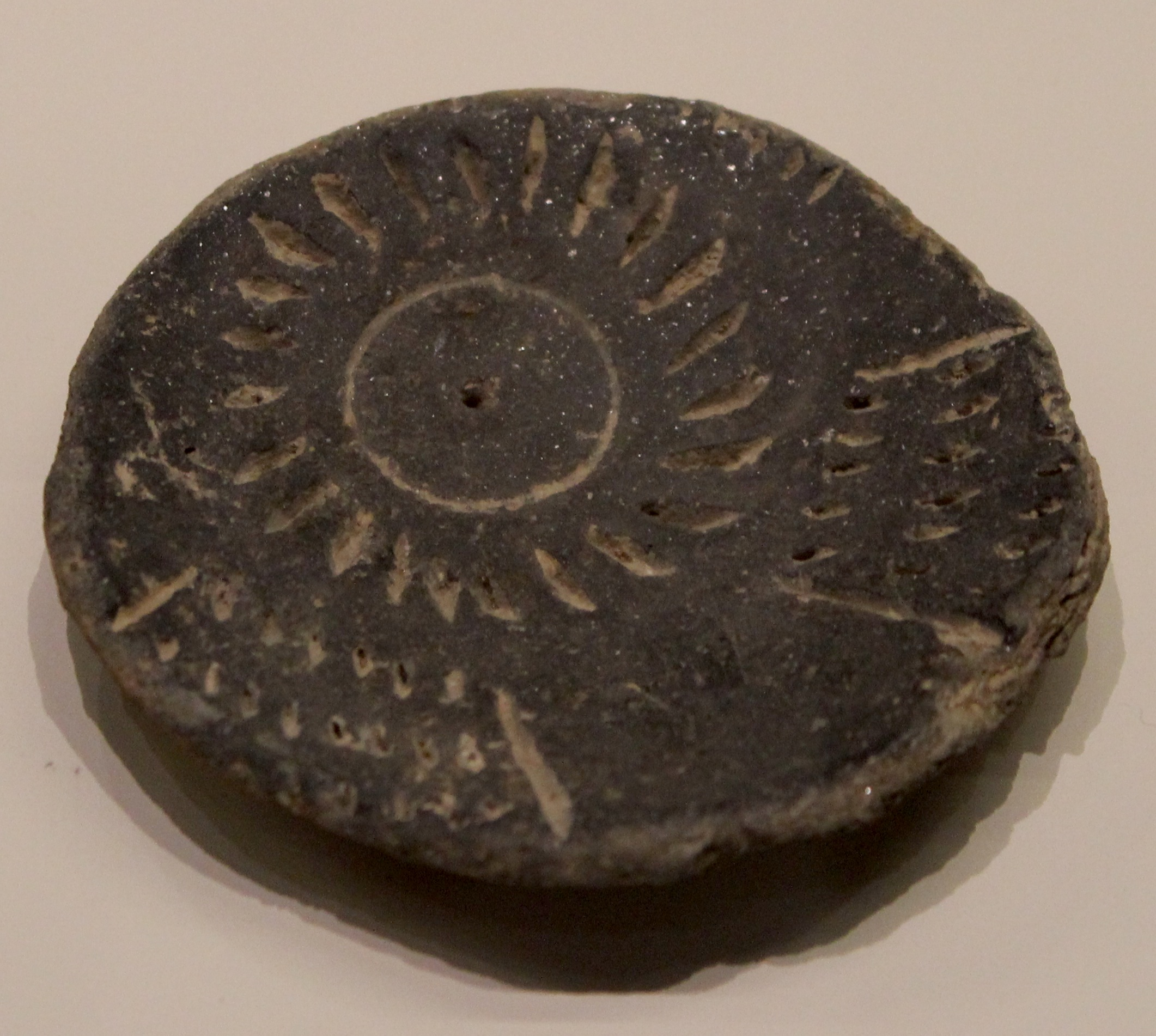
Schale aus der Nekropole von Almizaraque

Die Nekropole von Almizaraque (spanisch Tholos calcolítico de la Encantada de Almizaraque) liegt bei Palomares, etwa 3,0 km von der Mittelmeerküste entfernt, in der Provinz Almería in Spanien. Die Nekropole wurde von Luis Siret (1860–1934) entdeckt, der im Oktober 1906 zusammen mit Pedro Flores mit den Ausgrabungen dreier Ganggräber (spanisch Tumba de corredor) auf dem Hügel La Encantada begann. Die Gräber werden als Megalithgräber von Almizaraque (spanisch Tumbas megalíticas de Almizaraque) bezeichnet.

## Die Gräber

### La Encantada I
La Encantada I liegt mitten auf dem gleichnamigen Hügel und etwa 300 m nordöstlich der prähistorischen Siedlung Almizaraque. Es handelt sich um eine Ganganlage mit einer runden Kammer mit falschem Gewölbe. Der Zugang erfolgte von Süden. Der 3,65 m lange Gang war durch Schieferplatten mit runden Seelenlöchern dreifach unterteilt. Der Boden des Ganges und der Kammer waren mit Schieferplatten gepflastert. Die Kammer hatte einen Durchmesser von etwa 3,55 m und ist noch 1,20 m hoch erhalten. Über dem Grab war ein Grabhügel von 11,40 m Durchmesser errichtet, der durch fünf konzentrische Mauern aus unregelmäßigen Steinen gebildet wurde. Ihre Zwischenräume wurden durch kleine Steine und Lehm aufgefüllt. Vor dem Eingang gab es einen trapezförmigen Vorplatz, der durch schräg verlaufenden Seitenwände begrenzt wurde. Er hatte eine Breite von 8,60 m und verschmälerte sich zum Eingang hin auf 4,60 m.
In der Kammer fand man die Knochen von mindestens 50 Individuen. Eine Knochenanalyse mittels Radiokarbonmethode ergab einen Altersbereich von 1208 bis 831 v. Chr. Die frühesten Beigaben im Grab stammen vom Anfang der Kupfersteinzeit. Anhand diesen Ergebnissen vermutet man, dass dieses Grab in Verbindung mit der gleichzeitigen Siedlung Almizaraque stand und vom Anfang der Kupfersteinzeit bis zum Ende der Bronzezeit in Gebrauch war.

### La Encantada II
La Encantada II, das 122 m südlich von La Encantada I lag, hatte eine unregelmäßig geformte Kammer mit Zugang von Westen. In der Mitte der Kammer befand sich eine Grube für eine Holzsäule, die ein flaches Dach stützte. In späterer Zeit wurden zu unterschiedlichen Zeiten zwei kleine Kammern angefügt. Eine letzte Veränderung erfolgte in römischer Zeit. Das Grab ist heute vollständig verschwunden.

### La Encantada III
Etwa 100 m östlich von La Encantada II lag La Encantada III innerhalb der Fundstätte Las Palas. Es wurde während den ersten drei Phasen von Almizaraque verwendet. Es wurde Ende der Jungsteinzeit um 2500 v. Chr. errichtet und blieb etwa bis 2000 v. Chr. in Verwendung. Es hatte eine ovale Grabkammer mit einem Durchmesser zwischen 2,0 m und 2,20 m und einen kurzen Zugang. Die Kammer war 0,58 m hoch erhalten und hatte zwei kleine Nischen.

## Fundort Las Palas
Der Fundort Las Palas lag südöstlich des La Encantada und hatte eine Fläche von 936 m². Hier fand man neben dem Grab La Encantada III insgesamt 29 Gruben. In den nördlichen Gruben fand man Lehmziegel, die zum Teil verkohlt waren, in der Mitte Steine, im Westen fand man Mühlsteine, im Süden Webgewichte und die Gruben in der westlichen Mitte waren leer. Aus dieser Anordnung schloss man, dass man in bestimmten Bereiche bestimmte Gewerbe betrieb. So vermutet man, dass die Gruben mit Steinboden besser Wasser abführen und so für die Lagerung von Getreide geeignet waren. Im Westen wurde das Getreide gemahlen. Die Gruben mit Lehmziegel dienten vermutlich der Lagerung von Flüssigkeiten und im Süden wurde gewebt. Auch die leeren Gruben dienten vermutlich der Lagerung von Wasser oder ähnlichem. Die Gruben waren entweder zylindrisch angelegt und hatten eine durchschnittliche Größe von etwa 0,5 m³ oder eine bauchige Form mit einer verengten Öffnung und eine Größe von etwa 1 m³. Diese Größen entsprechen in etwa dem geschätzten Hausgebrauch. Vermutlich standen neben den Gruben Wohnhäuser, so dass sich die Gruben mitten in der Siedlung befanden und als Lager dienten.
Gruben im Osten verwendete man später zur Beisetzung von Toten. So fand man 1,90 m südlich von La Encantada III Grube 14, die später als Grab 4 wieder verwendet wurde. Die ältesten Fund datieren in den Beginn der Jungsteinzeit (Ende 5. Jahrtausend v. Chr.) und die jüngsten ans Ende der Jungsteinzeit (um 2500 v. Chr.).

## Fundort La Era
Fundort La Era schloss im Süden direkt an La Encantada und Las Palas an. Hier entdeckte man acht Gruben, die vermutlich der Lagerung von Getreide und Wasser dienten. Hier fand man auch einen Dolmen von 1,66 m Länge, 2 m Breite und 0,65 m Höhe. Außerdem entdeckte man zwei Urnen mit Deckel, die verbrannten Knochen enthielten. Die Urnen waren nahe beieinander vergraben, so dass nicht ermittelt werden konnte, ob sie aus einem Grab oder aus zwei Gräbern stammten.